# Kasteel Pernštejn
Kasteel Pernštejn (Tsjechisch: Hrad Pernštejn, Duits: Burg Pernstein en Bernstein, oorspronkelijk: Bärenstein) is een kasteel op een rots boven het dorp Nedvědice bij de rivieren Svratka and Nedvědička, 40 km ten noordwesten van Brno, in de Tsjechische regio Zuid-Moravië (Jihomoravský kraj).
Het kasteel is opgericht door de heren van Medlov rond 1270–1285. Nadat de familie in het kasteel waren getrokken, noemden zij zichzelf en het kasteel  Pernštejn, vermoedelijk naar het Duitse woord Bärenstein. Het kasteel heeft gotische en renaissance-kenmerken en is een van de best bewaarde kastelen van Tsjechië. 

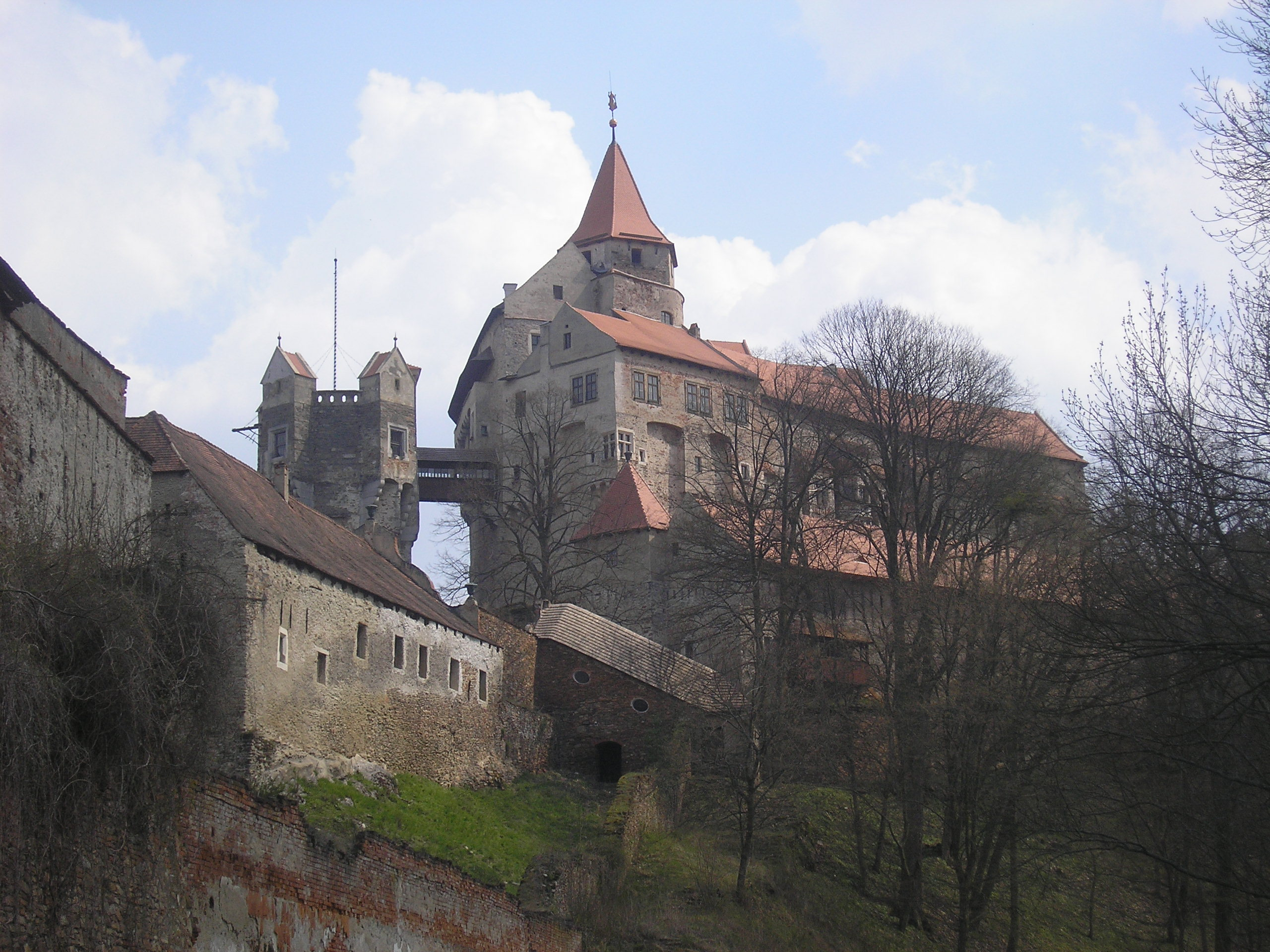
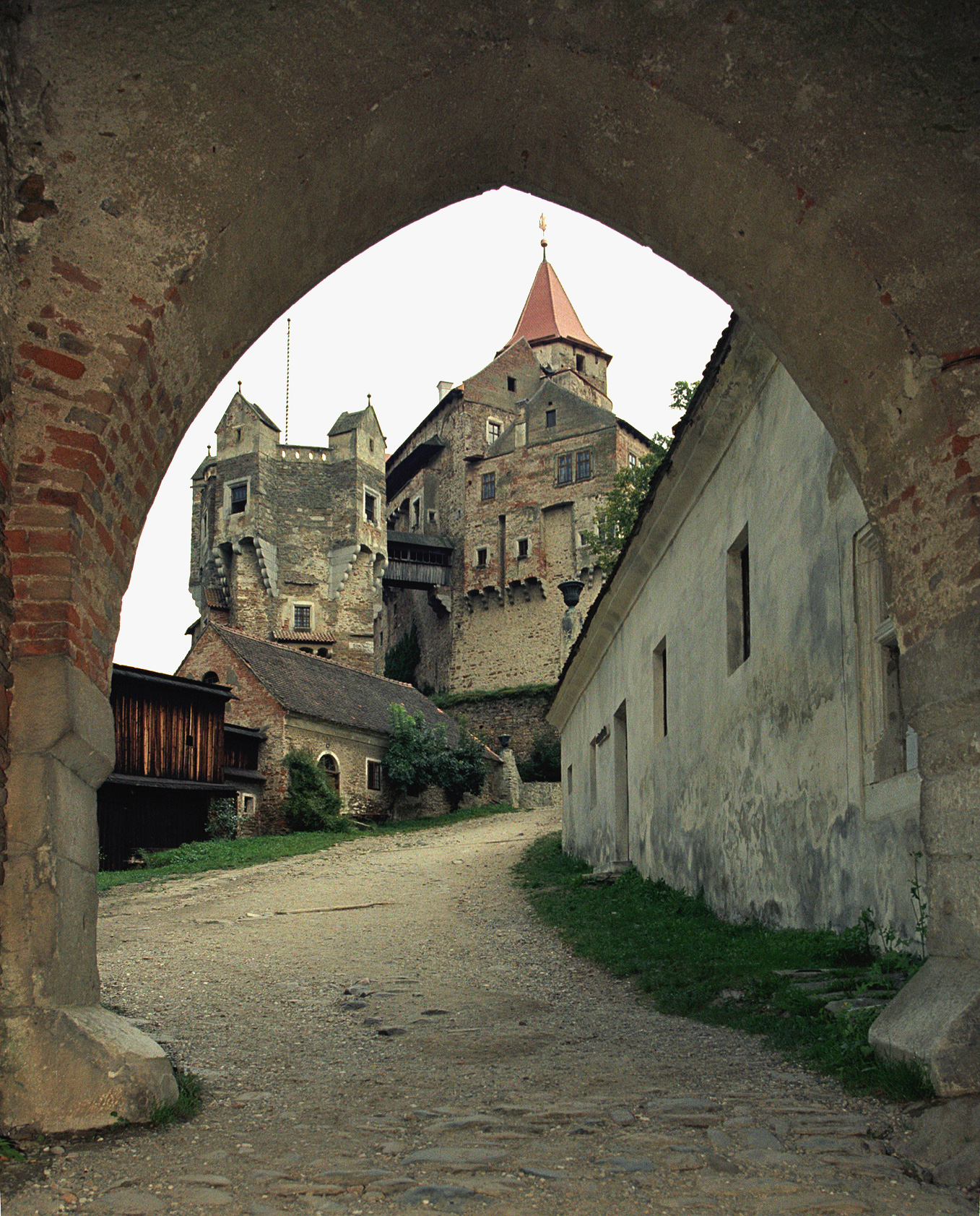
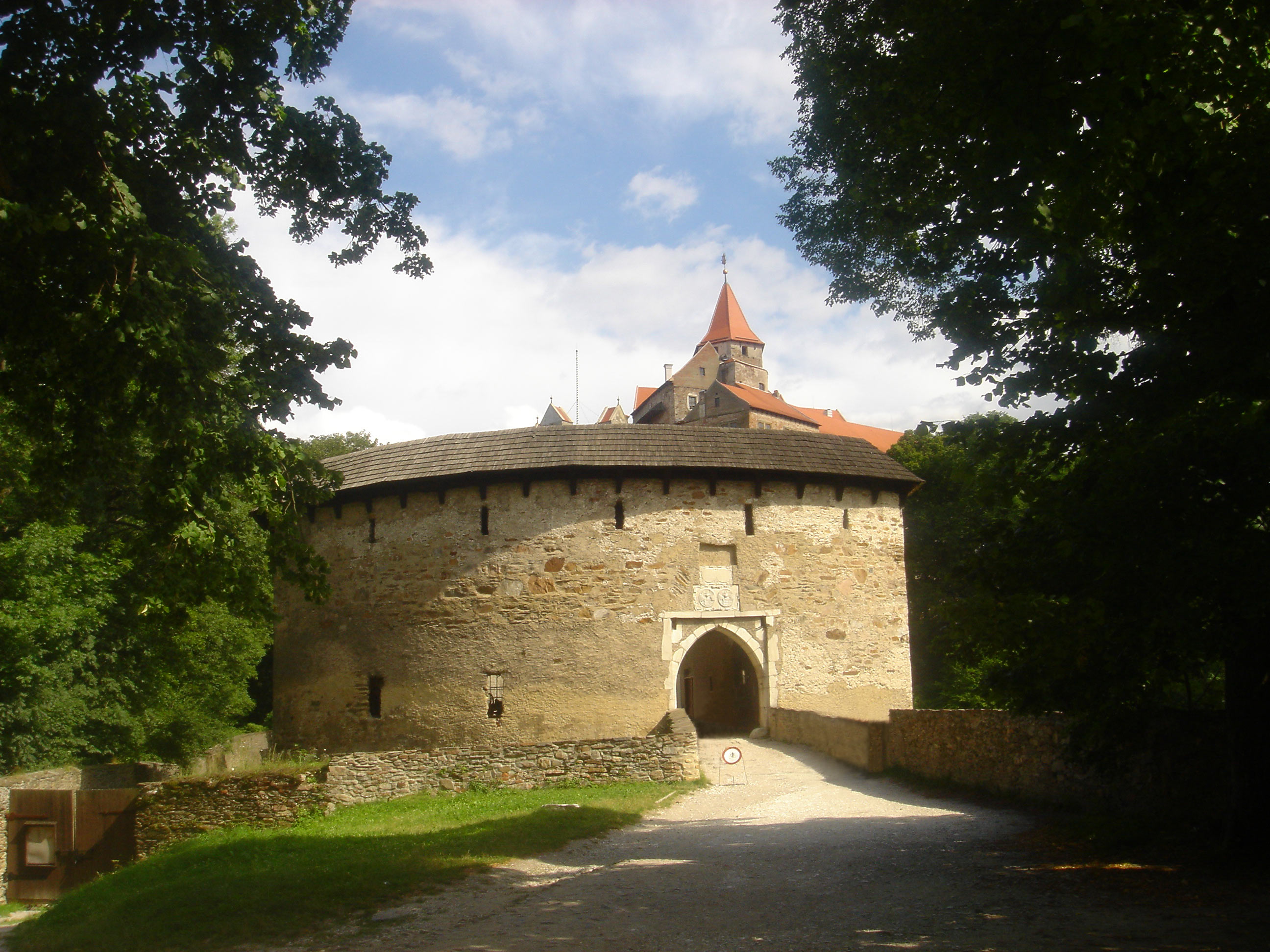
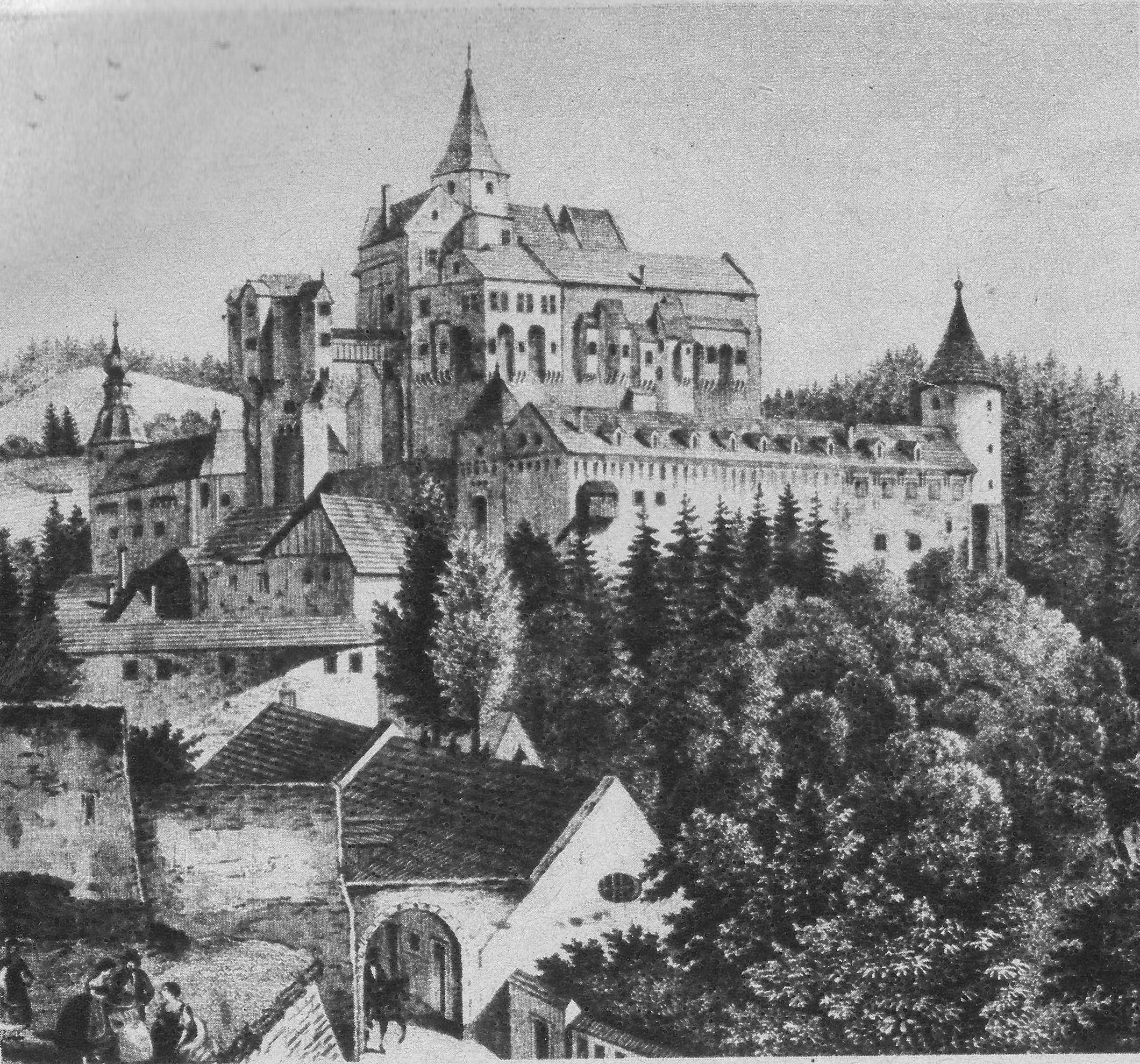
Pernštejn rond 1830, getekend door Adolph Kunike (1777–1838).